# Damir Mulaomerović
Damir Mulaomerović (nació el 19 de septiembre de 1974 en Tuzla, República Socialista de Bosnia y Herzegovina, República Federal Socialista de Yugoslavia) es un exjugador de baloncesto profesional de la Selección de baloncesto de Croacia. Actualmente es entrenador de la Cibona Zagreb.

## Biografía
Comenzó su carrera profesional en el KK Sloboda Dita en 1990 y en 1994 fichó por el Cibona Zagreb donde jugó hasta la temporada 1997-1998. Se fue de Zagreb para fichar por el Fortitudo Bologna italiano y después por el Real Madrid de España.

## Clubes como jugador
1. Sloboda Dita (1990-1994)
2. Cibona Zagreb (1994-1998)
3. Fortitudo Bologna (1998-1999)
4. Efes Pilsen (1999-2001)
5. Panathinaikos(2001-2002)
6. Snaidero Udine (Jul-Nov 2002)
7. Real Madrid (2002-2003)
8. PAOK Salónica BC (2003-2005)
9. Panellinios Gymnastikos Syllogos (2005-2006)
10. Olympiacos (2006-2007)
11. Bruesa GBC (2007)
12. Cibona Zagreb (2007-2008)
13. PAOK B.C. (2008-2009)
14. KK Zagreb (2009-2012)

## Clubes como entrenador
1. KK Sloboda Tuzla (2014-2015)
2. Cibona Zagreb (2015-Act.)